# Hans Posse

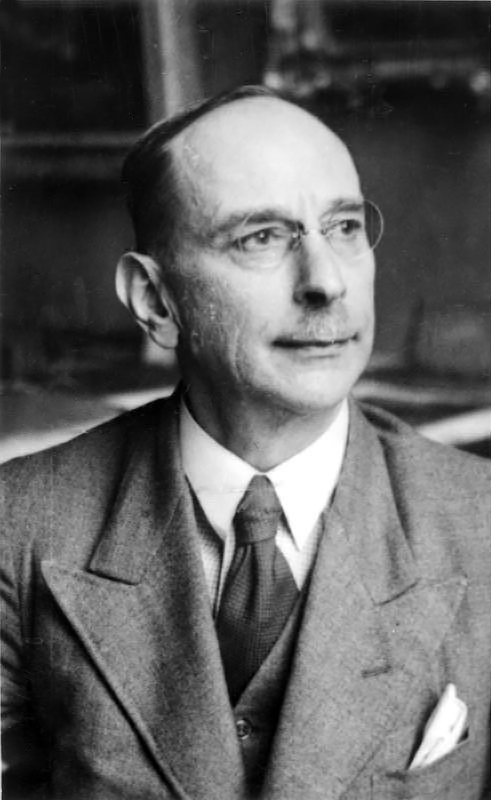
Hans Posse (1938)

Hans Posse (* 6. Februar 1879 in Dresden; † 7. Dezember 1942 in Berlin) war ein deutscher Kunsthistoriker und Sonderbeauftragter Hitlers für den Aufbau der Sammlung des Sonderauftrages Linz („Führermuseum“).

## Leben
Hans Posse war der Sohn des Historikers, Direktors des sächsischen Hauptstaatsarchivs und Geheimrats Otto Adalbert Posse. Er wurde nach einem Studium der Kunstgeschichte, Archäologie und Geschichte in Marburg und Wien 1903 bei Franz Wickhoff in Wien mit einer Arbeit über den italienischen Maler Andrea Sacchi promoviert.
Seine Museumslaufbahn begann er 1903 als Volontär am Kaiser-Friedrich-Museum in Berlin, wo er bald zum Assistenten des Direktors Wilhelm von Bode aufstieg. In der kunsthistorischen Welt machte er sich einen Namen durch die mustergültige Bearbeitung der deutschen, niederländischen und englischen Gemäldebestände des Kaiser-Friedrich-Museums, deren zweibändiger Bestandskatalog 1911 erschien. 
Nach einem mehrjährigen Aufenthalt in Florenz als Assistent am dortigen Deutschen Kunsthistorischen Institut und einem Forschungsaufenthalt an der Bibliotheca Hertziana in Rom, dessen Ergebnis eine Arbeit über Pietro da Cortona und die Deckenmalerei in Rom war, wurde er 1910, nicht zuletzt dank Bodes Protektion, mit erst 31 Jahren als Direktor der Gemäldegalerie nach Dresden berufen. Posse ordnete die Dresdner Galerie nach Ideen von Bodes neu und baute in der Folgezeit die Bestände an deutscher Malerei vor allem des 19. Jahrhunderts aus. Sein besonderes Engagement galt dabei den Dresdner Romantikern. Zum Wehrdienst eingezogen schrieb er 1914 von der Front an Bode: „Ich wäre sehr gerne mit bei der Aufteilung des Louvre“.
Seit Sommer 1919 nahm er auch expressionistische Werke in die Dresdner Gemäldegalerie auf. Er war mit Oskar Kokoschka befreundet, der zu diesem Zeitpunkt eine Professur an der Akademie der bildenden Künste in Dresden innehatte und als Untermieter in Posses Wohnung im Großen Garten einzog. Posse wurde zu einem der wichtigsten Unterstützer des Künstlers. Als er 1922 den deutschen Beitrag für die XIII. Biennale in Venedig zusammenstellte, rückte er den Maler höchst effektvoll in den Mittelpunkt dieser wichtigen internationalen Schau. Als Ausstellungsmacher der Internationalen Kunstausstellung 1926 in Dresden und zweimaliger Kurator des deutschen Beitrags für die Biennale in Venedig (1922 und 1930) führte Posse die Avantgarde als die gültige deutsche Kunst vor. Dies rief den erbitterten Widerstand völkischer Künstler hervor, unter deren Angriffen er seit 1926 zu leiden hatte. Die Angriffe gegen ihn reichten von dem Vorwurf, dass er „entartete Kunst“ in die Gemäldegalerie aufgenommen habe über die Beschuldigung, Kunstwerke entwendet zu haben bis hin zu der falschen Behauptung, er sei Jude.
In seiner Rede vom 12. Juni zur Eröffnung der Internationalen Kunstausstellung 1926 betonte Posse die grundsätzlich internationale Ausrichtung im damaligen Kunstleben von Dresden:

„International waren von jeher die Beziehungen, die die Künstler von Dresden gepflegt haben, die sie naturnotwendig pflegen mußten, weil jedes Kunstleben, wenn es diese Bezeichnung verdienen will, steter Anregung von außen bedarf, um sich vor provienzieller Stagnation und Aussterben zu bewahren.“

und verwies weiter auf die herausgehobene Bedeutung dieser Kunstausstellung:

„Der Gedanke, nach dem Krieg, nach langen Jahren der Isolierung einen Überblick über das Schaffen in Deutschland und außerhalb zu bieten, auf einem Gebiete, daß jenseits aller Politik und noch wunder Stellen im Völkerverkehr Brücken zu schlagen geeignet ist, liegt in der Luft. Daß wir uns heute mehr als früher für Europa interessieren, ist trotz mancher gegenteiliger Demonstrationen in fast allen Ländern ein Zeichen der Zeit, aber wie es scheint, auch ein Zeichen der historischen Entwicklung.“

1931 eröffnete er auf der Brühlschen Terrasse die Neue Staatliche Gemäldegalerie mit Beständen bis hin zu den deutschen Impressionisten und im Jahr darauf die Moderne Galerie mit Werken der neueren Kunst seit 1900. Mit der Machtergreifung der Nationalsozialisten im Jahre 1933 starteten lokale Parteimitglieder, darunter Walter Gasch, eine Hetzkampagne gegen Posse. Die Anschuldigungen waren jedoch so überzogen, dass sich Posse im Amt halten konnte. Im April 1933, gleichzeitig mit den massiven Angriffen, stellte er den Antrag zur Aufnahme in die NSDAP, im Dezember 1933 erhielt er die Interimskarte, doch wurde die endgültige Aufnahme von seinen Gegnern in der Partei verhindert, und so blieb es bei der vorläufigen Mitgliedschaft. Im Jahre 1931 war bereits seine damalige Haushälterin und spätere Frau in die NSDAP eingetreten.
Im Dezember 1937 wurden mehr als 50 Gemälde der Modernen Galerie als „entartete Kunst“ beschlagnahmt; am 7. März 1938 wurde Posse in der Angelegenheit der „entarteten Kunst“ ins Ministerium einbestellt. Es wurde ihm nahegelegt, seine Pensionierung zu beantragen, was er nach kurzer Bedenkzeit auch tat. Am 18. Juni 1938 besuchte Hitler, auf der Suche nach einem geeigneten Fachmann für den Aufbau seines Linzer „Führermuseums“ und nachdem Karl Haberstock für Posse Partei ergriffen hatte, die Dresdner Gemäldegalerie und ließ sich von Posse durch die Sammlung führen. In der Folge rehabilitierte er den Dresdner Galeriedirektor und setzte ihn wieder in sein Amt ein.
Ab 1. Juli 1939 war Posse als Sonderbeauftragter Hitlers mit dem Aufbau der Sammlung des „Sonderauftrages Linz“ betraut. Die Beauftragung soll auf eine Empfehlung von Karl Haberstock erfolgt sein. Gut drei Jahre lang trug Posse höchst engagiert eine Sammlung für Hitlers geplantes Museum in Linz zusammen, die sich aus Hitlers eigener Gemäldesammlung, in Österreich beschlagnahmten Kunstwerken und Ankäufen auf dem europäischen Kunstmarkt zusammensetzte. Zu seinen Aufgaben gehörte auch die Verteilung von umfangreichen Raubkunstbeständen, die die Nationalsozialisten in Österreich, in Deutschland und dem besetzten Ausland konfisziert hatten, auf Museen des Großdeutschen Reiches. Anfang 1942 wurde bei Posse Mundkrebs diagnostiziert; am 7. Dezember 1942 starb er daran in einer Klinik in Berlin. Er wurde eingeäschert und auf dem Urnenhain Tolkewitz beigesetzt.
Posses Nachfolger als Sonderbeauftragter des Führers wurde bis 1945 der Kunsthistoriker und Museumsmann Hermann Voss (1884–1969).